# Otto Riehs

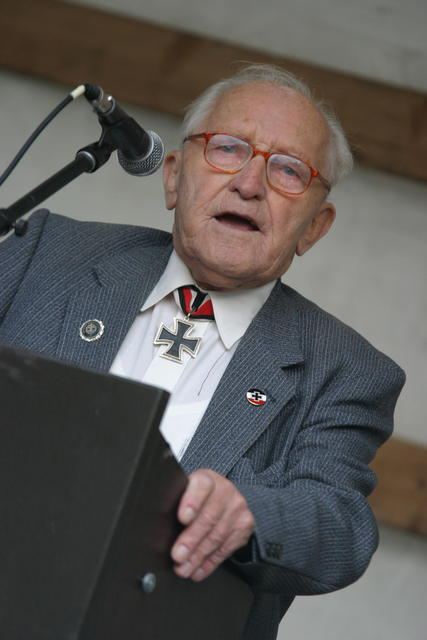
Otto Riehs como orador en una manifestación neonazi (2006)

Otto Riehs ( 12 de agosto de 1921 en Marienbad, Checoslovaquia;  29 de mayo de 2008 en Fráncfort del Meno) fue un soldado de la Wehrmacht y portador de la Cruz de Caballero de la Cruz de Hierro. Después del final de la Segunda Guerra Mundial, se involucró en varios partidos y organizaciones de extrema derecha y apareció como orador en numerosos eventos de la escena neonazi.

## Actividades neonazis
Después de la guerra, Riehs trabajó como chofer y taxista. Estuvo involucrado en el Partido Socialista del Reich (SRP) a principios de la década de 1950, hasta que fue prohibido en 1952 debido a referencias abiertas al NSDAP, y más tarde en el Partido Nacionaldemócrata de Alemania (NPD). Michael Kühnen contó a Riehs entre los "amigos y patrocinadores" de la Pacto del Frente Nuevo. En 1989 se presentó como candidato de la “Colección Nacional”, que estaba cerca del Partido de los Trabajadores Alemanes por la Libertad, en las elecciones europeas. Riehs también quería presentarse como candidato principal en las elecciones locales de Fráncfort del Meno, pero la organización fue disuelta por el Ministerio del Interior en febrero de 1989. Con la fundación de la Liga de Combate de los Socialistas Alemanes, Riehs se convirtió en miembro honorario.
Riehs se convirtió en uno de los oradores más populares en la escena neonazi alemana y apareció en numerosas manifestaciones y eventos. Riehs fue un orador frecuente en la neonazi "conmemoración del héroe" en el Bosque Cementerio Halbe y apareció en un mitin para el Monumento a las Waffen SS en Halbe el 22 de noviembre de 2003 o el 16 de octubre de 2004 en una manifestación neonazi en Colonia, que lideró junto a Christian Worch y Axel Reitz. Dado que solía exhibir su Cruz de Caballero con una esvástica grabada en tales eventos, el departamento de Riehs fue registrado tras su aparición en Marienfels en abril de 2004 por orden de un juez de instrucción del Tribunal de Distrito de Frankfurt am Main y las medallas fueron confiscadas. Se recolectaron sospechas de "uso de matrículas de organizaciones inconstitucionales", lo que provocó protestas en la escena de extrema derecha, especialmente en Freie Kameradschaften y en el periódico del partido NPD Deutschestimme.